# Waldorf och Statler

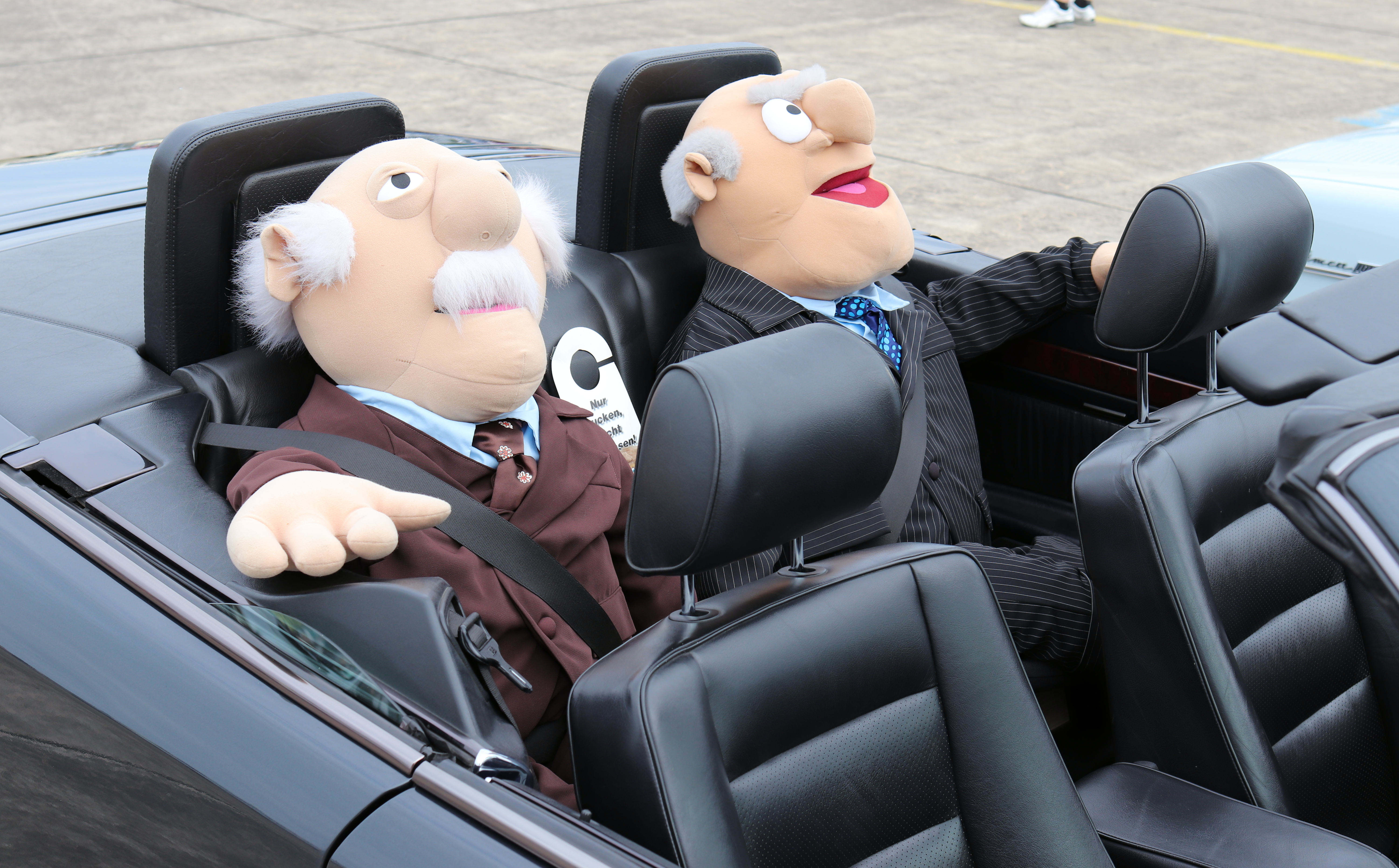
Waldorf och Statler

Waldorf och Statler är två av dockorna i TV-serien Mupparna. De är två gnälliga, spydiga gamla gubbar i publiken där deras främsta roll är att häckla de på scenen uppträdande mupparna från sina platser i en balkongloge på teatern.

## Historik
De fanns med i varje episod av serien utom ett. I ett avsnitt förekom från början Waldorf ensam, och förklarade då att Statler var sjuk och att Waldorfs fru skulle vara med i stället. Det visade sig att hon hette Astoria och liknade Statler till förväxling fast hon bar klänning. I Mupparna lämnade de alltid spydiga kommentarer på Fozzies dåliga skämt, utom en gång då Fozzie, med Bruce Forsyths hjälp, häcklade tillbaka. Däremot ansåg de alltid att de själva var utomordentligt underhållande och brast alltid ut i gemensamma skrattsalvor över sina egna kvickheter. Det visade sig senare i specialprogrammet Muppet Family Christmas att de två var vänner till Fozzies mor Emily Bear. Trots sina konstanta litanior över showen och hur dåliga en del nummer var, återkom de varje vecka till de bästa åskådarplatserna i salongen.
Till skillnad från övriga muppar, bröt de ibland den fjärde väggen. I slutet av ett avsnitt, tittade de in i kameran och frågade "Why do you watch it?" ("Varför tittar du på det här?") och i ett annat avsnitt menade Waldorf att han inte brydde sig om dockor och inte tyckte att de var trovärdiga.[källa behövs] Statler svarade "I don't believe you!" ("Jag tror dig inte!")
Statler och Waldorf fick sina namn efter två hotell i New York, The Statler Hilton och Waldorf-Astoria.

## Skådespelare
I pilotavsnittet till The Muppet Show spelades Statler och Waldorf av Jerry Nelson och Jim Henson; i följande avsnitt spelades de av Richard Hunt och Jim Henson. I framträdanden efter Mupparna har de delvis spelats av andra dockskådespelare.

## I andra sammanhang
Den katalanska TV-satiren Polònia hade ett tag våren 2016 ett stående inslag som inspirerats av Waldorf och Statler. I inslaget, som i regel uppträdde i slutet av varje avsnitt, sågs rollfigurerna Artur Mas och Josep Antoni Duran (då före detta framgångsrika politiker) uppe i en teaterloge. De uttalade där några korta och syrliga kommentarer angående tidernas förfall, i liknande stil som Waldorf och Statler i Mupparna.